# Thommy Abrahamsson
Ulf Thommy Abrahamsson, född den 8 april 1947 i Holmsund i Västerbotten, är en före detta svensk ishockeyspelare och tvillingbror till den före detta ishockeymålvakten Christer Abris, född Abrahamsson.
Abrahamssons moderklubb är Godtemplarnas IF i Falun. Abrahamsson debuterade i A-laget i dåvarande division 5 redan som 15-åring. Efter tre år gick han vidare och spelade för Leksands IF 1964–1974 samt 1977–1980 och vann SM i ishockey tre gånger; 1969, 1973 och 1974. Han fick Guldpucken för säsongen 1972-1973 såsom varande säsongens främste spelare i Division 1 och svenska landslaget. Han spelade professionellt i WHA och New England Whalers 1974–1977. Säsongen 1980-1981 spelade han 32 matcher för Hartford Whalers i NHL och två för Binghamton Whalers i AHL. Vid återkomsten till svensk ishockey inför säsongsstart 1981/1982 valde han spel med Timrå IK som var nykomlingar i Elitserien. Efter att Timrå slutat sist och degraderats till division 1 spelade han en ytterligare säsong innan han slutade. Efter karriären har Abrahamsson försörjt sig som fiskare i Bohuslän närmare bestämt i Kungshamn samt Medelpad och Blekinge. 

## Meriter
- VM-silver 1973, 1970
- VM-brons 1974, 1972, 1971
- SM-guld 1969, 1973, 1974